# حمض دهني قصير السلسلة
الأحماض الدهنية قصيرة السلسلة (اختصارًا SCFAs) هي أحماض دهنية تحتوي على أقل من ست ذرات كربون. وهي مُشتقة من التخمر الجرثومي المعوي للأغذية غير القابلة للهضم، وهي مصدر الطاقة الرئيسي لخلايا القولون، مِمَّا يجعلها ضرورية لصحة الجهاز الهضمي.